# 山崎村 (愛知県)
山崎村（やまざきむら）は、愛知県中島郡にあった村。現在の稲沢市の一部にあたる。

## 地理
日光川と領内川に挟まれた低地に位置していた。

## 歴史
- 江戸時代は尾張藩領、鵜多須代官所支配であった[2]。
- 1878年（明治11年）塚原が玉野村の一部、山崎方が甲新田村の一部となる[2]。
- 1889年（明治22年）10月1日、町村制の施行により、中島郡山崎村が単独で村制施行し、山崎村が発足[1][2]。大字は編成せず[2]。
- 1891年（明治24年）濃尾地震で大きな被害を受けた[2]。
- 1906年（明治39年）5月10日、中島郡祖父江町、丸甲村、領内村、牧川村と合併し、祖父江町が存続して廃止された[1][2]。合併後、祖父江町山崎となる[2]。

## 産業
- 農業、大根切干、織物[2]

## 教育
- 1873年（明治6年）闡明学校設立[2]

## 出身著名人
- 佐藤牧山（儒学者）[2]